# کالوجریسا
کالوجریسا (به صربی: Калуђерица) شهری در استان زنتراصربین کشور صربستان است که جمعیت آن در سال ۲۰۰۶ میلادی ۲۲٫۰۶۳ نفر بوده‌است.